# Achelia bullosa
Achelia bullosa là một loài nhện biển trong họ Ammotheidae. Loài này thuộc chi Achelia. Achelia bullosa được miêu tả khoa học năm 1996 bởi Child.